# 芬利福爾斯 (密蘇里州)
芬利福爾斯（英語：Finley Falls）是位於美國密蘇里州韋伯斯特縣的鬼鎮。

## 歷史
芬利福爾斯的郵局於1858年設立，其後於1863年停運。

## 地理
芬利福爾斯所處的海拔為高於海平面434米（即1424英呎），而該地所採用的時區為UTC-6，即北美中部時區（CST）。同時該地設有夏令時間，為UTC-6調快一小時，即UTC-5（CDT）。